# Sanoussi Touré
Pour les articles homonymes, voir Touré.
Sanoussi Touré est un économiste et homme politique malien.

## Biographie
Sanoussi Touré est titulaire d’une maîtrise en économie de l’École nationale d’administration à Bamako, d’un Diplôme d’étude supérieure spécialisée en économie du Centre d'études financières, économiques et bancaires (CEFEB) de Paris, d’un doctorat en finances publiques de l’université Paris-Nanterre, ainsi que d’un diplôme de l’institut du FMI à Washington.
Inspecteur des finances, Sanoussi Touré a exercé les fonctions de directeur général du contrôle financier entre 1978 et 1987, de directeur général du budget entre 1987 et 1991 puis de conseiller technique au sein du ministère des Finances entre 1991 et 1994. Il a également travaillé dans des organismes internationaux, notamment en qualité de directeur des finances publiques à la Commission de l’Union économique et monétaire ouest-africaine (UEMOA) de 2001 à 2005.
Entre 2008 et 2009, il occupe les fonctions de directeur de cabinet du Premier ministre avec rang de ministre.
Sanoussi Touré a enseigné les finances publiques à l’École normale d’administration du Maliet à l’université de Bamako entre 1980 et 2000. Il est également auteur de plusieurs publications sur les finances publiques.
Le 9 avril 2009 le président Amadou Toumani Touré le nomme ministre de l’Économie et des Finances dans le gouvernement remanié de Modibo Sidibé.

## Œuvres
- Place de la Banque de développement dans le financement de l’économie nationale : cas du Mali, 1977

Mémoire de DESS
- Les fonctions budgétaires dans les pays en voie de développement : l'exemple du Mali depuis l’indépendance, 1987

Thèse de doctorat en finances publiques
- Le budget du Mali : sa conception, ses fonctions, Éditions Jamana, 1994